# Sarah Brightman
Sarah Brightman (n. 14 august 1960, Berkhamsted, Hertfordshire, Regatul Unit) este o cântăreață de crossover clasic, compozitoare, actriță și dansatoare engleză.

## Biografie
Sarah Brightman și-a început cariera ca membru al trupei de dans Hot Gossip și a lansat mai multe single-uri disco ca un interpret solo. În 1981, și-a făcut debutul în teatrul muzical în Cats, unde l-a întâlnit pe compozitorul Andrew Lloyd Webber, cu care s-a căsătorit. Ea a continuat să joace în mai multe muzicaluri pe Broadway, inclusiv Fantoma de la Operă, de unde a provenit rolul Christine Daae. Muzicalul "The Original London Cast Album" a fost lansat în format CD în 1987 și s-a vândut în peste 40 de milioane de exemplare în întreaga lume, făcând din vânzările acestui album - cel mai mare din toate timpurile.
După retragerea de pe scenă și divorțând de Lloyd Webber, Brightman a reluat cariera sa muzicală cu fostul Enigma producătorul fiind Frank Peterson, de data aceasta ca un artist clasic crossover. Ea este printre cei mai proeminenți interpreți sau executanți ai genului, cu vânzări la nivel mondial de peste 30 de milioane de discuri și 2 milioane de DVD-uri. Recording Industry Association of America a numit-o cel mai bine vândut artist clasic de sex feminin al secolului douăzeci și unu în Statele Unite.
Duetul ei cu tenorul italian Andrea Bocelli, "Time To Say Goodbye", a depășit topurile din întreaga Europa și a devenit cel mai mare și cel mai rapid single vândut din toate timpurile în Germania, unde a rămas în partea de sus a topurilor pentru paisprezece săptămâni consecutive, un record de vânzări al tuturor timpurilor, cu peste 3 milioane de exemplare vândute în țară, și, ulterior, a devenit un succes internațional, cu 12 milioane de exemplare vândute în întreaga lume. Acum ea are colectate peste 180 de CD-uri de aur și platină, premii pentru vânzări în 38 de țări diferite.
Brightman este singurul artist care a fost invitat de două ori pentru a cânta la Jocurile Olimpice, în primul rând, în 1992 la Jocurile Olimpice de la Barcelona, unde a cântat "Amigos Para Siempre", cu tenorul spaniol Jose Carreras, cu o audiență globală estimată la un miliard de oameni, și șaisprezece ani mai târziu, în Beijing, de data aceasta cu cântărețul chinez Liu Huan și interpretând piesa "You and Me", la o valoare estimată la 4 miliarde de persoane din întreaga lume.
În afară de muzică, Brightman a început o carieră de film, făcând debutul major în Repo! The Genetic Opera (2008), un film muzical - operă rock, regizat de Darren Lynn Bousman. Și în vara anului 2009, ea a terminat filmările la Stephen Evans, "Cosi" sau "Prima noapte", în care ea joacă rolul unui dirijor, alături de Richard E. Grant. În plus, recent, a format compania sa de producție proprie, Instinct Films, caz în care primul ei film este în pre-producție.
Brightman se clasează printre milionarii din muzică, din Marea Britanie, cu o avere de 30 de milioane de lire sterline (aproximativ 49 de milioane USD).